# Fabjan Hafner
Fabjan Hafner, koroškoslovenski prevajalec, pesnik in literarni zgodovinar, * 8. junij 1966, Celovec, † 10. maj 2016, Celovec.

## Življenje
Po študiju slavistike in germanistike v Gradcu je bil lektor za nemški jezik na Filozofski fakulteti v Ljubljani. Prozo in poezijo je objavljal v slovenskih in nemških revijah, ter prevajal slovensko literaturo v nemščino (Jančar, Kovič, Šalamun). Lesen/Lieben /Brati:Ljubiti, 200 (Maja Vidmar, Dane Zajc, Uroš Zupan, Gustav Januš, Florjan Lipuš). S Cvetko Lipuš sta sestavila antologijo koroške poezije V lunini senci (1985), sodeloval pa je tudi pri nastanku antologije Besede/Wörter.
Živel, pisal in prevajal je v obeh jezikih, slovenščini in nemščini. Fabjan Hafner je bil ambasador slovenske literature, bil je pobudnik literarnih festivalov ter izvrsten znanstvenik in poznavalec Slovenije, Koroške in njune književnosti v obeh jezikih. Za svoj prevajalski opus je prejel številne nagrade in priznanja.

## Delo

### Pesniške zbirke
- Gelichter und Lichts (1991)
- Indigo (1998)
- Brezročno govorjenje (Freisprechanlage, 2001)
- Erste und Letzte Gedichte (Prve in zadnje pesmi, 2020); v knjižni zbirki Bibliothek Suhrkamp, Berlin (prevod v nem. Peter Handke)
- Iz jezika, ki ga ni: zbrane slovenske pesmi (2020); uredila Aljoša Harlamov in Zdenka Hafner Čelan

## Nagrade

### Nagrade za prevajanje
- 1990: Petrarkova nagrada za prevajalstvo
- 2007/6?: avstrijska državna nagrada za prevajalstvo „Translatio“
- 2007: nagrada mesta Münster (za evropsko literaturo)?
- 2014: Lavrinova diploma

### Nagrade za znanstveno delo
- 2006: znanstvena nagrada avstrijske družbe za germanistiko

### Nagrade za literaturo
- 1989:
- 1991:
- 1991:

### Ostalo
- 1992: začetniška štipendija za literaturo
- 1996: literarna nagrada mesta Beljak

### Nagrada Fabjana Hafnerja
Goethejev inštitut v Ljubljani (v sodelovanju z Literarisches Colloquium Berlin in Musilovim inštitutom) od novembra 2017 podeljuje Nagrado Fabjana Hafnerja  za najboljše prevode oz. prevajalke in prevajalce iz nemškega v slovenski jezik in obratno (izmenično).